# 丑闻 (电视剧)
《丑闻》（英語：Scandal）是一部由珊達·萊梅斯创造的美国电视剧。由2012年4月5日（第一季）起在美国广播公司播出，至2018年4月19日（第七季）終結。奧利維亞·卡洛琳·波普的經歷是根據時任美國總統喬治·赫伯特·華克·布希政府擔任副白宮新聞秘書的茱蒂·史密斯部份個人經歷改編而成。茱迪亦是本劇製作人。

## 简介
每個人都有秘密，奧利維亞·波普的工作就是幫助人們維護公眾形象以及盡量把不堪的秘密留在檯面下。其中，與白宮之間亦有著情感糾葛以及政治角鬥的劇情。

## 演员和角色

### 主要角色
- 凱莉·華盛頓 飾演 奧利維亞·卡洛琳·波普／Olivia Carolyn Pope （香港配音：陸惠玲）
- 柯倫布斯·雪兒（英语：Columbus Short） 飾演 哈瑞森·瑞特／Harrison Wright （香港配音：陳廷軒）
- 達比·史當區菲爾（英语：Darby Stanchfield） 飾演 艾比·威爾蘭／Abby Whelan （香港配音：黃玉娟）
- 凱蒂·洛斯（英语：Katie Lowes） 飾演 昆恩·帕金斯(琳賽·德懷兒)／Quinn Perkins(Lindsay Dwyer) （香港配音：曾佩儀）
- 吉列爾莫·迪亞斯 飾演 哈克／Huck （香港配音：劉奕希）
- 約書亞·馬里納 飾演 戴維·羅森／David Rosen （香港配音：陳永信）
- 傑夫·佩里 飾演 賽瑞斯·羅德福·畢恩／Cyrus Rutherford Beene （香港配音：張炳強）
- 貝蘿美·楊格（英语：Bellamy Young） 飾演 美里·葛蘭恩／Mellie Grant(第二季成為主要角色) （香港配音：沈小蘭）
- 湯尼·古德溫 飾演 菲茲傑洛·湯馬士·葛藍恩三世／Fitzgerald Thomas Grant III （香港配音：潘文柏）
- 史科特·弗利 飾演 傑克·貝拉德／Jake Ballard(第三季成為主要角色)

### 其他角色
- 丹·畢克登斯基 飾演 詹姆士·諾瓦克／James Novak （香港配音：馮錦堂）
- 諾姆·路易士（英语：Norm Lewis） 飾演 艾德森·戴維斯／Edison Davis
- 戴布拉·慕尼（英语：Debra Mooney） 飾演 菲爾那·桑頓／Verna Thornton(第二季)
- 格雷格·亨黎（英语：Gregg Henry） 飾演 哈利斯·度威爾／Hollis Doyle
- 凱特·伯頓（英语：Kate Burton） 飾演 莎梨·蘭斯頓／Sally Langston （香港配音：袁淑珍）
- 宋布蘭 飾演 愛麗莎／Alissa （香港配音：何璐怡）
- 克爾·福樂（英语：Kurt Fuller） 飾演 葛雷登·亞斯伯恩／Grayden Osborne
- 麥特·雷雀兒 飾演 比利·錢伯斯／Billy Chambers （香港配音：李錦綸）

### 曾經出演
- 麗莎·薇爾 飾演 亞曼達·坦納／Amanda Tanner (第一季) （香港配音：鄭麗麗）
- 布蘭登·海因斯 飾演 吉迪恩·瓦利世／Gideon Wallace (第一季) （香港配音：周良鴻）
- 亨黎·伊恩·坤瑟 飾演 史蒂芬·芬奇／Stephen Finch(第一、四季) （香港配音：陳欣）

## 系列總攬
| 季度 | 季度 | 集数 | 播出日期      | 播出日期      | 尼尔森收视率      | 尼尔森收视率 |
| 季度 | 季度 | 集数 | 首播          | 季終          | 收视人数 （百万） | 排名         |
| ---- | ---- | ---- | ------------- | ------------- | ----------------- | ------------ |
|      | 1    | 7    | 2012年4月5日  | 2012年5月17日 | 8.21              | 62           |
|      | 2    | 22   | 2012年9月27日 | 2013年5月16日 | 8.46              | 47           |
|      | 3    | 18   | 2013年10月3日 | 2014年4月17日 | 9.11              | 16           |
|      | 4    | 22   | 2014年9月25日 | 2015年5月14日 | TBA               | TBA          |
|      | 5    | 21   | 2015年9月24日 | 2016年5月12日 | TBA               | TBA          |
|      | 6    | 16   | 2017年1月26日 | 2017年5月18日 | TBA               | TBA          |
|      | 7    | 18   | 2017年10月5日 | 2018年4月19日 | TBA               | TBA          |

## 收視
| 季數 | 播出時間（EST） | 集數 | 首播          | 首播          | 季終          | 季終          | 電視季度 | 排行 | 18–49歲排行 | 收視 | 播出＋DVR收視 |
| 季數 | 播出時間（EST） | 集數 | 日期          | 收視 （百萬） | 日期          | 收視 （百萬） | 電視季度 | 排行 | 18–49歲排行 | 收視 | 播出＋DVR收視 |
| ---- | --------------- | ---- | ------------- | ------------- | ------------- | ------------- | -------- | ---- | ----------- | ---- | ------------- |
| 1    | 星期四 晚間十點 | 7    | 2012年4月5日  | 7.33          | 2012年5月17日 | 7.33          | 2011–12  | #62  | #73         | 8.21 | 8.70          |
| 2    | 星期四 晚間十點 | 22   | 2012年9月27日 | 6.74          | 2013年5月16日 | 9.12          | 2012–13  | #44  | #33         | 8.46 | 10.07         |
| 3    | 星期四 晚間十點 | 18   | 2013年10月3日 | 10.52         | 2014年4月17日 | 10.57         | 2013–14  | #16  | #8          | 9.11 | 11.99         |
| 4    | 星期四 晚間九點 | 22   | 2014年9月25日 | 12.16         | 2015年5月14日 | 8.08          | 2014–15  | TBA  | TBA         | TBA  | TBA           |
| 5    | 星期四 晚間九點 | 21   | 2015年9月24日 | TBA           | 2016年5月12日 | TBA           | 2015–16  | TBA  | TBA         | TBA  | TBA           |
| 6    | 星期四 晚間九點 | 16   |               |               |               |               | 2017     |      |             |      |               |
| 7    |                 | 18   |               |               |               |               | 2017-18  |      |             |      |               |

## 獲獎經歷
| Year | Result | Award              | Category                              | Recipients               |
| ---- | ------ | ------------------ | ------------------------------------- | ------------------------ |
| 2012 | 提名   | 美國拉丁媒體藝術獎 | 最喜愛電視男演員 - 劇情類最佳男配角獎 | 吉列爾莫·迪亞斯          |
| 2013 | 獲獎   | Image Award        | 戲劇類 最傑出女演員獎                 | 凱莉·華盛頓              |
| 2013 | 獲獎   | Image Award        | 最傑出戲劇作品                        | 《丑闻》                 |
| 2013 | 提名   | Image Award        | 戲劇類 最傑出編劇獎                   | 珊達·萊梅斯 ("可愛寶貝") |
| 2013 | 提名   | 艾美獎             | 戲劇類 表現傑出女演員獎               | 凱莉·華盛頓              |
| 2013 | 獲獎   | 艾美獎             | 戲劇類 男客串演員獎                   | 丹·畢克登斯基            |
| 2014 | 提名   | 美國演員工會獎     | 電視劇情類 表現傑出女演員獎           | 凱莉·華盛頓              |
| 2014 | 提名   | 第71屆金球獎       | 最佳電視劇情類女演員獎                | 凱莉·華盛頓              |